# 中央エレベーター工業
中央エレベーター工業株式会社 (英: Chuo Elevator）は東京都台東区に本社を置く、エレベーター、階段昇降機、段差解消機、小荷物専用昇降機、などの製造・販売・施工から保守までを行う企業である。1961年設立。

## 各種エレベーター
乗用や荷物用のエレベーターの製造・開発・施工・メンテナンスを行う。メンテナンスは自社製品のみおこなう、いわゆるメーカー系に類される。

## 機種
Sma:t J
C-Pac
ステップリフト

## 階段昇降機
階段昇降機の最先発企業であり、販売実績で国内No,1である。
1980年代から1990年代にかけて、テレビCM、ラジオ、新聞、イベント出展など、当時のエレベーター業界では異色の積極的プロモーション活動を行い、日本の階段昇降機市場創出に決定的な役割を果たす。
いす式階段昇降機の製造販売で世界1位の英国Stannah Stairlifts社を擁するStannahグループと長年にわたり友好関係にあり、同社製品の日本総販売元でもある。 

## 提供番組
現在
ラジオ
- TOKYO FM トラフィックレポート（TOKYO FM、月 - 金提供）

過去
テレビ
- わいど!ウォッチャー(TBS/ローカル)
- 徹子の部屋(テレビ朝日/ローカル)
- 水戸黄門(TBS/16時リピート)
- おサイフいっぱいクイズ!QQQのQ(TBS)

など

## 加入団体
- 一般社団法人 日本エレベーター協会
- 一般社団法人 リビングアメニティ協会
- 日本福祉用具・生活支援用具協会
- 東京エレベータ工業協同組合